# Claire Goll
Claire Goll (geb. Clara bzw. Klara Aischmann, * 29. Oktober 1890 in Nürnberg; † 30. Mai 1977 in Paris) war eine deutsch-französische Schriftstellerin und Journalistin und die Ehefrau des Dichters Yvan Goll.

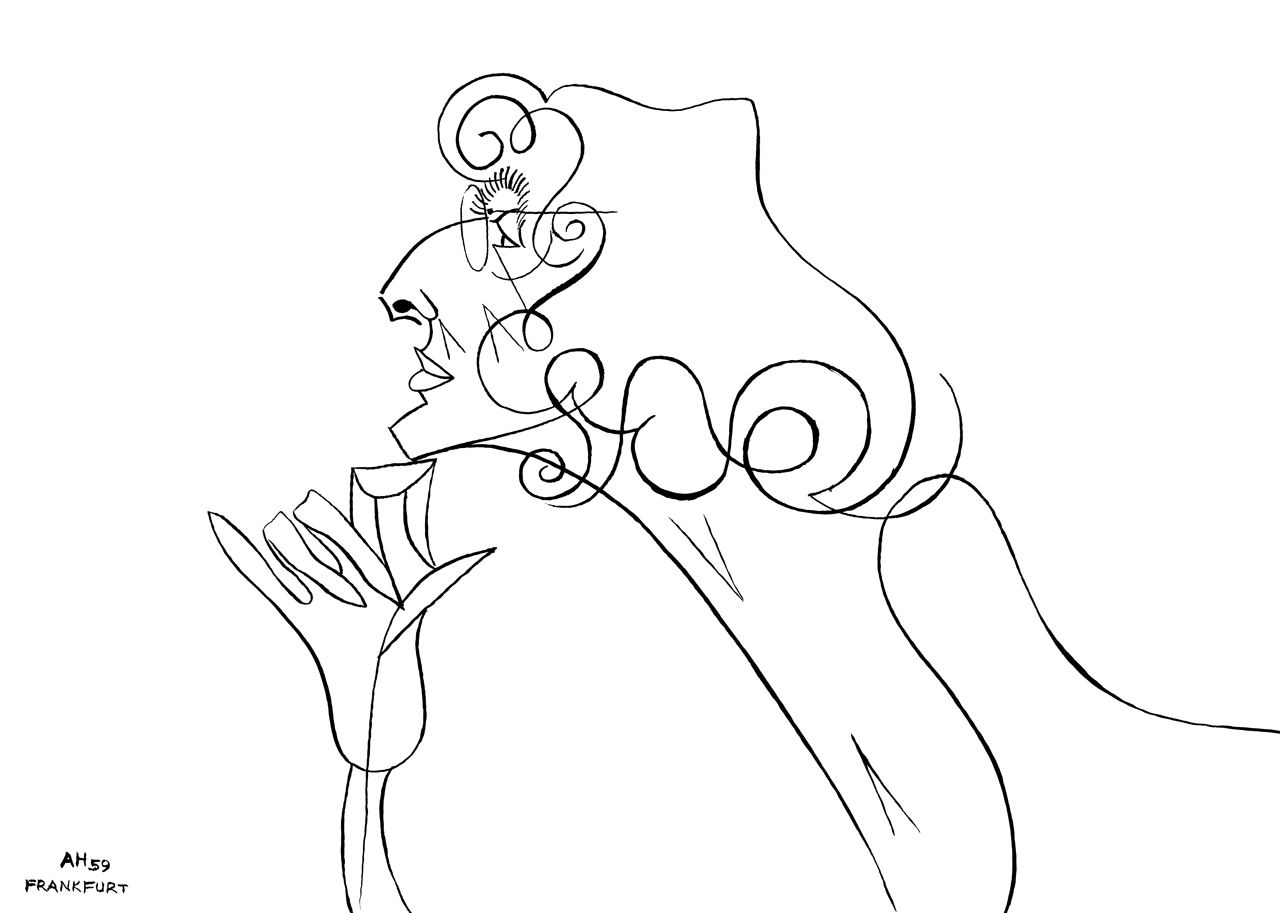
Adolf Hoffmeister, Claire Goll, 1959

## Leben und Werk
Clara Aischmann war die Tochter eines jüdischen Hopfenhändlers, dessen Familie 1892 von Nürnberg nach München zog. Im Jahr 1911 heiratete sie den späteren Verleger Heinrich Studer und lebte mit ihm in Leipzig. Sie warf Studer im Nachhinein mehrmals vor, ihr gegenüber handgreiflich gewesen zu sein: „Bald schien er kaum noch zu wissen, daß man ein Gespräch auch anders als mit einer Ohrfeige beginnen konnte.“ Im Mai 1912 wurde ihre Tochter Dorothea Elisabeth (genannt Doralies) Studer geboren. An der Universität Leipzig begann sie auch ein Studium der Philosophie. 1916 emigrierte sie als Pazifistin in die Schweiz. Dort studierte sie an der Universität Genf, engagierte sich in der Friedensbewegung und begann journalistisch zu arbeiten. 1917 lernte sie den Dichter Yvan Goll kennen, der ebenfalls jüdischer Herkunft war. Die Ehe mit Studer wurde noch im selben Jahr geschieden. Ende 1918 hatte sie eine Affäre mit Rainer Maria Rilke, dem sie bis zu dessen Tod freundschaftlich verbunden blieb.
Im Jahr 1918 erschienen ihr erster Gedichtband Mitwelt und der Erzählungsband Die Frauen erwachen. Mit Yvan Goll ging sie 1919 nach Paris, wo beide 1921 heirateten. Die gemeinsame Wohnung diente als Treffpunkt künstlerischen Lebens. Dort verkehrten unter anderem Chagall, Léger, Delaunay, Picasso, Jawlensky, Braque, Joyce, Audiberti, Malraux, Breton und Gide. 1926 veröffentlichte Claire Goll ihren ersten Roman, Der Neger Jupiter raubt Europa. Ihre Erzählungen, Gedichte und Romane erschienen auch in französischer Sprache, während sie einige Werke ihres Ehemanns ins Deutsche übersetzte. Ihre Gedichtbände Poèmes d’amour (1925), Poèmes de la jalousie (1926) und Poèmes de la vie et de la mort schrieb sie gemeinsam mit ihrem Ehemann als Wechselgesang der Liebe.
Claire und Yvan Goll lebten in den 1930er Jahren zeitweise getrennt. Beide flohen 1939 zu Beginn des Zweiten Weltkriegs vor den Nationalsozialisten ins Exil nach New York. 1947 kehrten sie wieder nach Paris zurück, wo Yvan Goll 1950 starb.

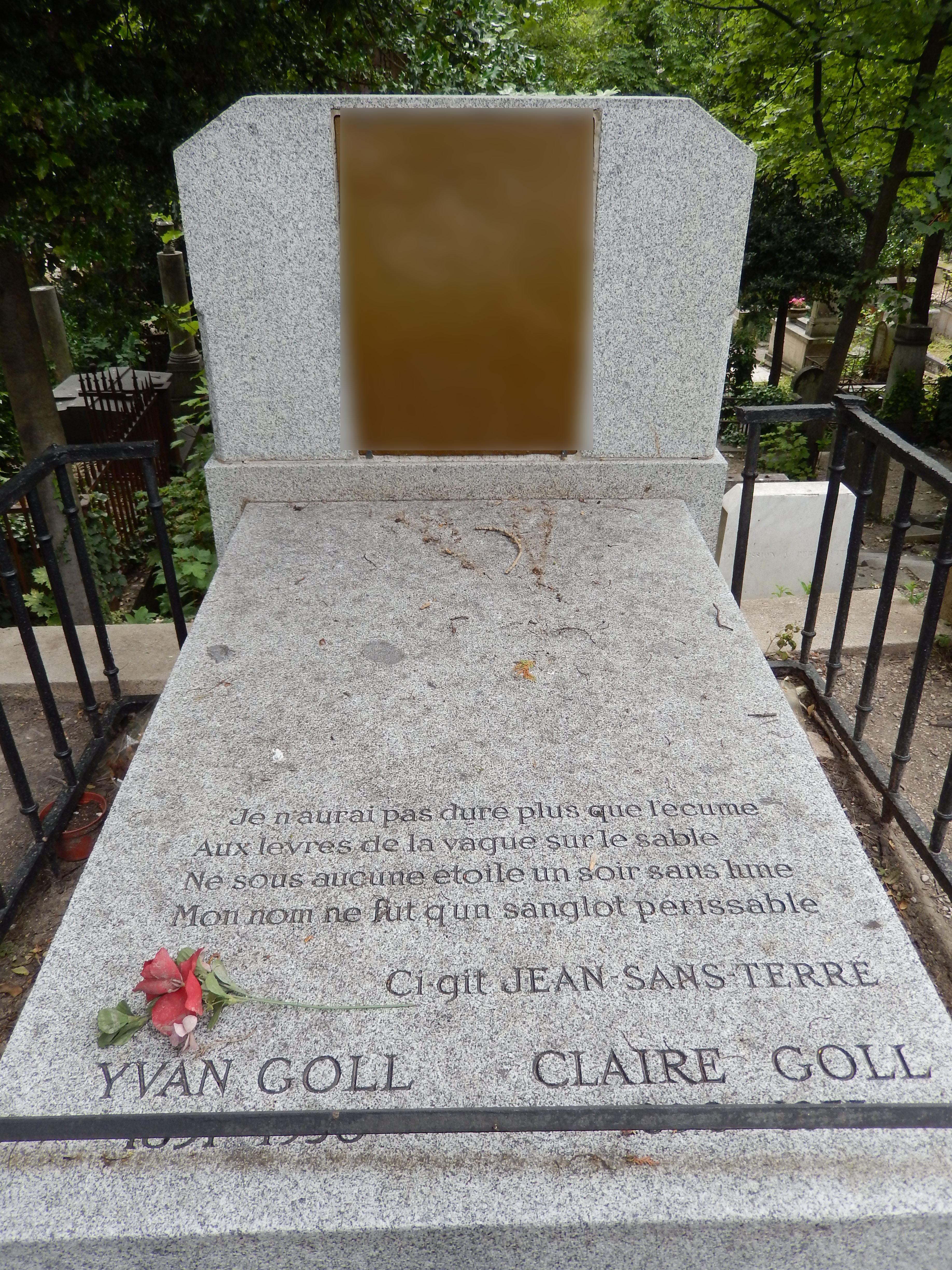
Grabstein von Claire und Ivan Goll

Nach dem Tod von Yvan Goll widmete sich Claire Goll zunehmend dem Werk ihres Mannes – wobei sie nachweislich Texte manipulierte und Daten fälschte (sichtbar am Nachlass im Deutschen Literaturarchiv Marbach). Ihre autobiographischen Romane Der gestohlene Himmel (1962) und Traumtänzerin (1971) fanden kaum Beachtung. Für Aufsehen sorgte hingegen ihr Streit mit Paul Celan, bekannt als „Goll-Affäre“. Claire Goll warf Celan vor, er habe Yvan Goll plagiiert, was sich als unwahr herausstellte. Unter Schriftstellerinnen und Schriftstellern lösten die Vorwürfe starke Reaktionen aus: So trat etwa Ingeborg Bachmann dieser Anschuldigung 1960 zusammen mit Marie Luise Kaschnitz und Klaus Demus in der Neuen Rundschau entschieden entgegen.
Für Aufsehen sorgten auch Claire Golls Memoiren Ich verzeihe keinem. Eine literarische Chronique scandaleuse unserer Zeit (La Poursuite du Vent, 1976), die 1980 mit einem Nachwort von Klaus Schuhmann auch in der DDR erschienen.
Claire Goll starb 1977 und wurde neben ihrem Mann auf dem Pariser Friedhof Père-Lachaise beigesetzt. Der gemeinsame Grabstein trägt eine Zeichnung von Marc Chagall. Seit ihrem Tod widmen sich verstärkt Literaturwissenschaftler und Zeithistoriker ihrem Werk.

### Nachlass
Ein Teil von Golls Nachlass liegt im Deutschen Literaturarchiv Marbach. Teile davon sind im Literaturmuseum der Moderne in Marbach in der Dauerausstellung zu sehen.

## Werke (Auswahl)

### Deutschsprachige Titel
- Claire Studer: Die Frauen erwachen. Novellen. Huber, Frauenfeld 1918.
- Claire Studer: Mitwelt. Gedichte. Verlag der Wochenschrift „Die Aktion“, Berlin 1918.
- Claire Studer: Der gläserne Garten.  Zwei Novellen (= Die neue Reihe, Band 17). Roland-Verlag, München 1919.
- Der Neger Jupiter raubt Europa. Roman. Rhein-Verlag, Basel 1926.[5]
  - Hörbuch (gelesen von Hannelore Hoger, 214 Min.): Ullstein, München 2002.
- Ein Mensch ertrinkt. Roman. Tal, Leipzig/Wien 1931.
- Arsenik. Roman. Bergis, Paris/Wien 1933.
  - Unter dem Titel Jedes Opfer tötet seinen Mörder. edition der 2, Berlin 1977.
- Tagebuch eines Pferdes. Mit vier Zeichnungen von Marc Chagall. Pflugverlag, St. Gallen 1950.
- Die Taubenwitwe. Mit vier Zeichnungen von Antoni Clavé. Pflugverlag, Thal/St. Gallen 1952.
- Claire und Yvan Goll: Neue Blümlein des heiligen Franziskus (= Bücher der Ernte). Pflugverlag, Thal/St. Gallen 1952.
- Ivan und Claire Goll: Zehntausend Morgenröten. Gedichte einer Liebe. Mit vier Zeichnungen von Marc Chagall. Limes, Wiesbaden 1954.
- Klage um Ivan. Gedichte (= Dichtung unserer Zeit. Band 15). Limes, Wiesbaden 1960.
- Der gestohlene Himmel. Roman. List,  München 1962.
  - Neuausgabe mit einem Nachwort von Anna Rheinsberg (= Die Frau in der Literatur). Ullstein, Berlin 1988.
- Memoiren eines Spatzen des Jahrhunderts. Erzählungen und Lyrik. Mit 16 Illustrationen von Chagall, Clavé, Delaunay, Hélion, Masson, Villon. Limes, Wiesbaden 1969.
- Traumtänzerin. Jahre der Jugend. Mit Bibliographie aller Werke Claire Golls, auch der zusammen mit Yvan geschriebenen. Paul List Verlag, München 1971.
- Zirkus des Lebens. Erzählungen. Mit einem Nachwort von Erhard Schwandt. edition der 2, Berlin 1976, ISBN 3-921347-02-5.
- Ich verzeihe keinem. Eine literarische Chronique scandaleuse unserer Zeit. Einzig berechtigte Übersetzung aus dem Französischen von Ava Belcampo. Scherz, Bern/München 1978.

### Französischsprachige Titel
- Journal d’un Cheval. Les Mémoires d’un Moineau. Editions du Rhin, Basel/Straßburg 1925.
- Claire et Ivan Goll: Poèmes d'amour. Avec 4 dessins de Marc Chagall [= Collection surréaliste]. Jean Budry, Paris 1925.
- Claire et Ivan Goll: Poèmes de jalousie. Avec une eau-forte originale de Foujita. Jean Budry, Paris 1926.
- Claire et Ivan Goll: Poèmes de la vie et de la mort. Avec deux radiographies. Jean Budry, Paris 1927.
- Yvan et Claire Goll: Dix milles Aubes. Huit Dessins de Marc Chagall. Falaize, Paris 1951.
- Rilke et les femmes, suivi de Lettres de Rainer Maria Rilke. Falaize, Paris 1955.
- Claire & Yvan Goll: Nouvelles petites fleurs de Saint François d’Assise. Avec des dessins de Salvador Dalí. Éditions Émile-Paul, Paris 1958.
- Yvan et Claire Goll: Duo d’Amour. Poèmes d’Amour (1920 à 1950) avec une couverture et douze illustrations de Marc Chagall. Seghers, Paris 1959.
- Poètes d’aujourd’hui. Par Georges Cattaui edmée de la Rochefoucauld Armand Lanoux. Choix de textes, bibliographie, portraits, facsimilés. Éditions Seghers, Paris 1967.

### Als Übersetzerin ins Deutsche
- Die neue Welt. Eine Anthologie jüngster amerikanischer Lyrik. Herausgegeben und übersetzt von Claire Goll. S. Fischer, Berlin 1921 (archive.org).
- René Maran: Die Seele Afrikas. Rhein-Verlag, Basel/Zürich/Leipzig/Paris/Strassburg.
  - Band 1: Batuala. Ein echter Negerroman. 1922.
  - Band 2: Dschuma. Ein Negerhund. Ohne Datum (vermutlich 1922/23)
- Roter Mond – Weisses Wild. Lieder der Indianer. Übertragen und mit einem Nachwort von Claire Goll. Mit acht Graphiken nach indianischen Vorlagen von Fritz Faiss. Wolfgang Rothe, Heidelberg 1955.

### Briefwechsel
- Claire Goll, Iwan Goll: Meiner Seele Töne. Das literarische Dokument eines Lebens zwischen Kunst und Liebe, aufgezeichnet in ihren Briefen. Florian Kupferberg Verlag, Mainz 1966.
  - Neu herausgegeben und kommentiert von Barbara Glauert. Scherz, Mainz u. a. 1978.
- „Ich sehne mich sehr nach Deinen blauen Briefen“. Rainer Maria Rilke. Claire Goll. Briefwechsel. Im Auftrag der Fondation Yvan et Claire Goll, Saint-Dié-des-Vosges, herausgegeben von Barbara Glauert-Hesse. Wallstein, Göttingen 2000, ISBN 3-89244-404-8.
- Claire Goll, Yvan Goll, Paula Ludwig: „Nur einmal noch werd ich dir untreu sein“. Briefwechsel und Aufzeichnungen 1917–1966. Herausgegeben und mit einem Nachwort versehen von Barbara Glauert-Hesse. Wallstein, Göttingen 2013, ISBN 978-3-8353-1046-9.[6]
- Claire Goll, Lothar Klünner: Korallennacht. Ausgewählte Briefe 1955–1960. Mit Linolschnitten von Serge Dimitroff, Holzschnitten von Felix Martin Furtwängler, Radierungen von Heike Stephan, Siebdrucken von Klaus Zylla. Hrsg. von Malte Barck u. Ilona Stumpe-Speer. Edition Maldoror, Berlin 2014.
- Sandra Quadflieg & Ulrich Tukur lesen Claire und Yvan Goll: „Nichts fehlt – außer Dir.“ Die Geschichte einer überwältigenden Liebe. Briefe & Tagebuchaufzeichnungen. (2 CDs, 157 Min.) Random House Audio, 2017, ISBN 978-3-8371-3788-0.